# Bentall

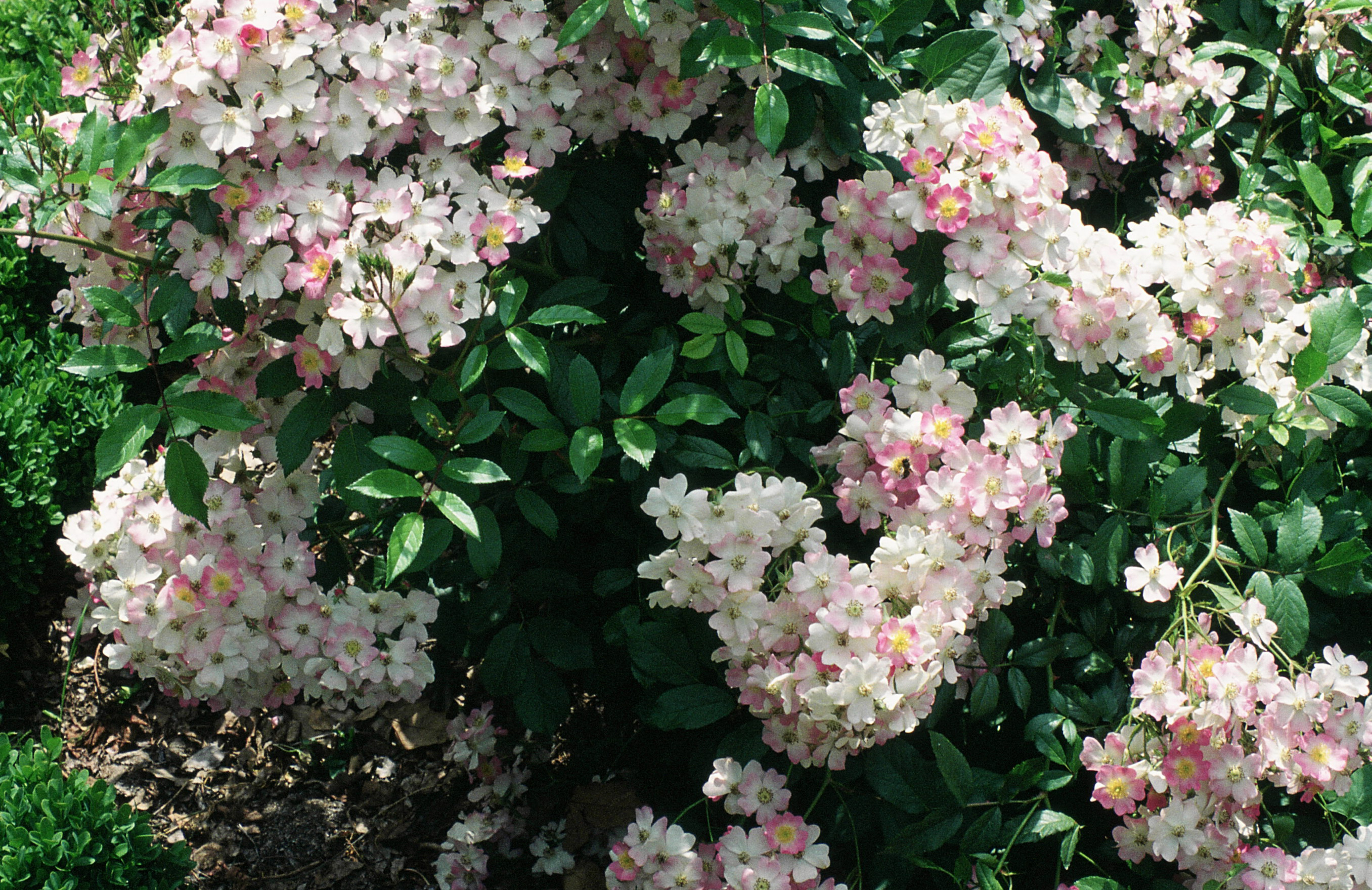
Rosa 'Ballerina', 1937.

Con la abreviatura Bentall se reconoce a Bentall, John A. jardinero e hibridador de rosas que trabajó para el clérigo británico Joseph Pemberton reconocido  horticultor rosalista, que está considerado como el creador de la clase de rosas híbridas cultivadas de las Rosas almizcleñas. 
Bentall también es la abreviatura de Bentall, Ann (Anne) viuda de Bentall, John A. que siguió hibridando rosas continuando el camino abierto por Pemberton y continuado por su marido, con el grupo de los híbridos almizcleños.

## Historia
Después de la muerte de Joseph Pemberton, el jardinero que trabajaba a su servicio J.A. Bentall y beneficiario de su herencia, le sucedió en las hibridaciones de rosas del grupo Híbrido almizcleño, estableciéndose en Havering, Romford, Essex, Inglaterra, en donde el vivero Bentall estuvo activo durante las décadas de 1920 y 1930.
La rosa 'Autumn Delight' fue conseguida por John Bentall. 
Con J.A. Bentall trabajaba su mujer Anne que cuando él falleció ella le sucedió en las hibridaciones con un gran éxito. En 1932, contrariamente a la creencia de que era un desporte, Ann Bentall consiguió el obtentor 'The Fairy' resultado del cruce de 'Paul Crampel', un rosal enano y 'Lady Gay' , un rosal eduardiano rampante.

## Rosas conseguidas por Bentall
- 'Buff Beauty' - se pensaba por alguno que había sido creado por Joseph Pemberton, aunque en la práctica fue introducida por Ann Bentall en 1939, unos 13 años después de la muerte de Pemberton.[2]

## Algunas creaciones de Bentall

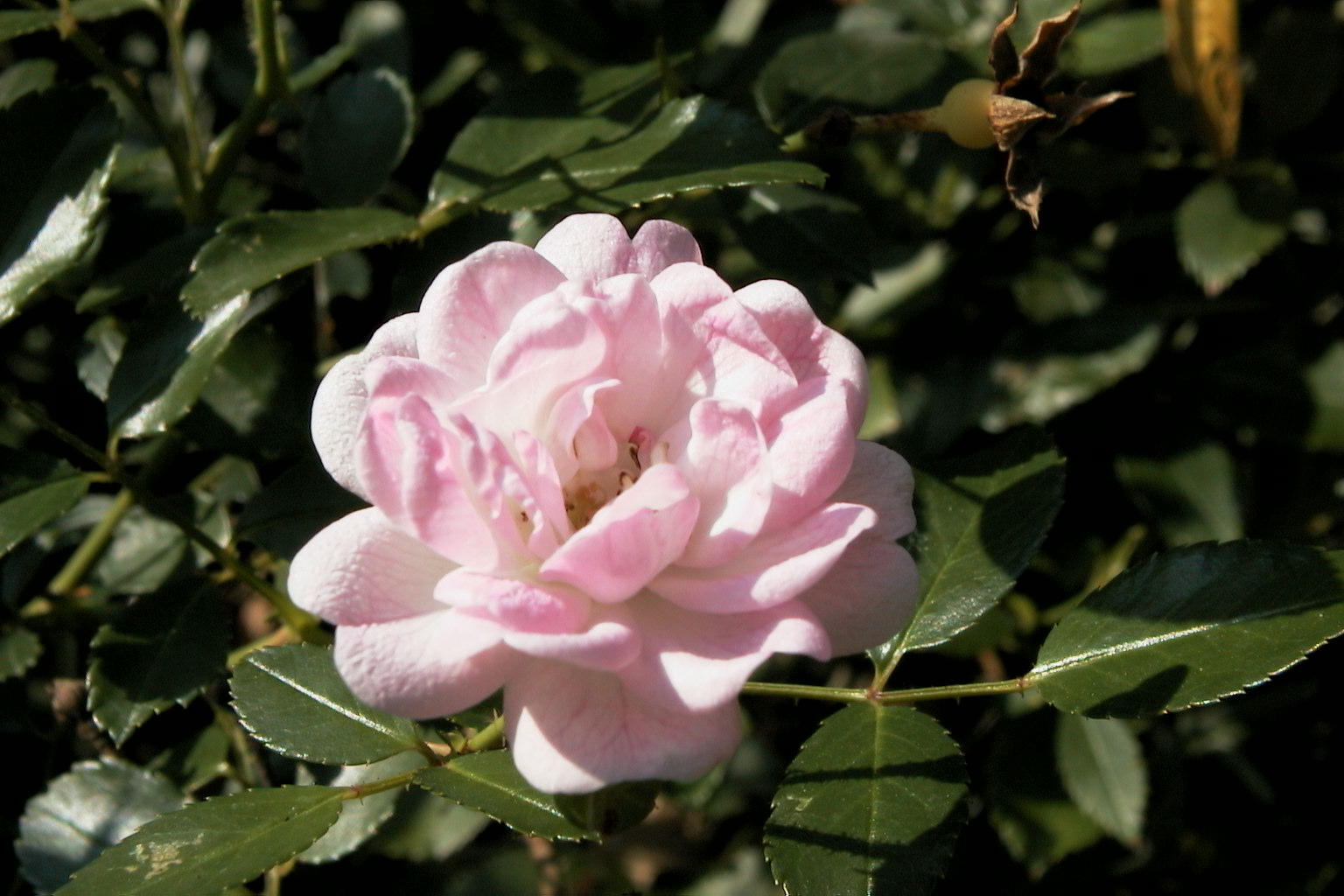
'The Fairy', Ann Bentall 1932.
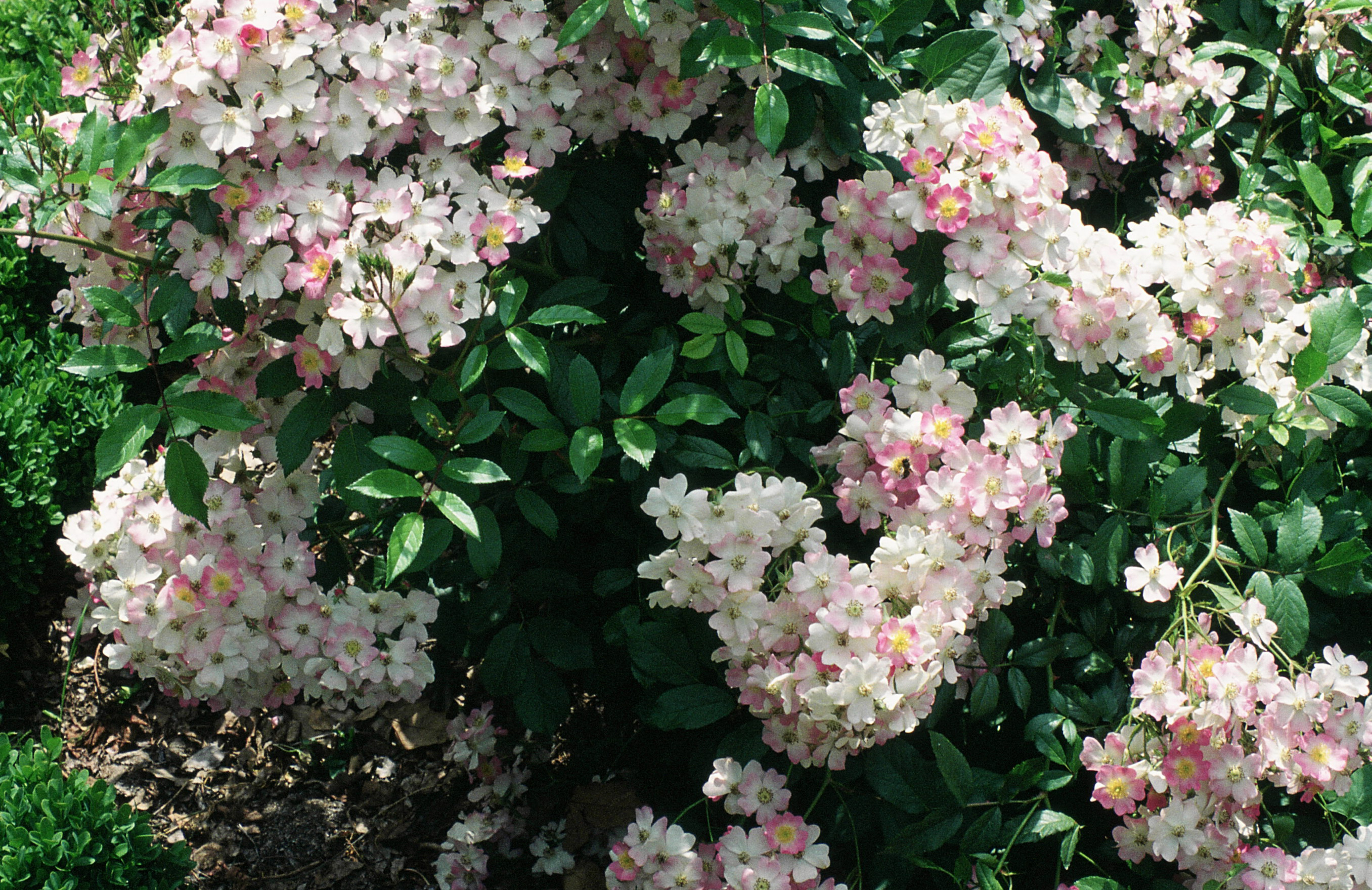
'Ballerina', Ann Bentall 1937.
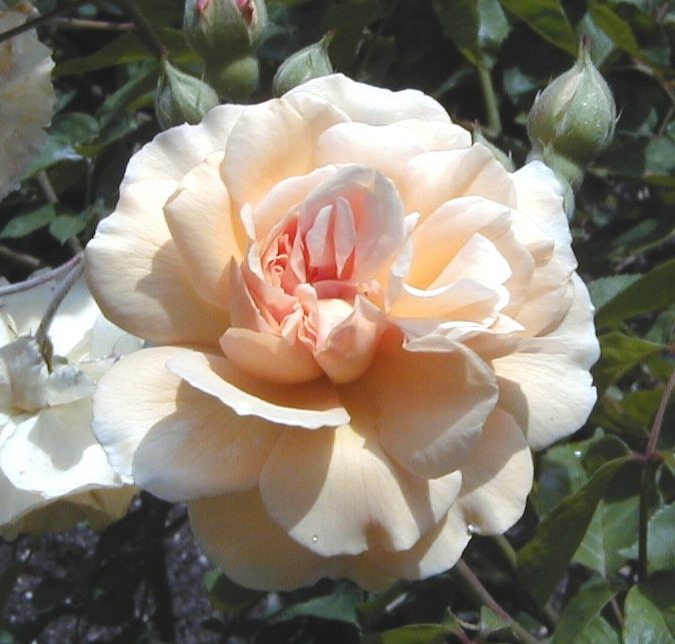
'Buff Beauty', Ann Bentall 1939.